# Megaselia meridionalis
Megaselia meridionalis är en tvåvingeart som först beskrevs av Charles Thomas Brues 1907.  Megaselia meridionalis ingår i släktet Megaselia och familjen puckelflugor.
Artens utbredningsområde är Paraguay. Inga underarter finns listade i Catalogue of Life.